# Pei Pa Koa
Pei Pa Koa  (chinesisch 枇杷膏, Pinyin Pípágāo, Jyutping Pei4paa4gou1, kantonesisch Pèih-pàh-gōu) bedeutet Loquat-Sirup und ist eine Kräuterarznei der traditionellen chinesischen Medizin und wird gegen Pharyngitis, Husten und Heiserkeit eingesetzt. Es wirkt als Expektorans und beruhigend auf den Hals durch einen Film, der sich auf die Schleimhaut legt.

## Geschichte
Die Rezeptur von Pei Pa Koa stammt ursprünglich von Ye Tian-Shi (葉天士 / 叶天士,  Yè Tiānshì), einem Mediziner der Qing-Dynastie. Yang Xiao-Lian (楊孝廉 / 杨孝廉,  Yáng Xiàolián), ein provinzieller Befehlshaber, bat Ye, sich um den Husten seiner Mutter zu kümmern. Yang war dermaßen von der Wirkung des Pei Pa Kao beeindruckt, dass er eine Fabrik zur Massenproduktion errichten ließ.
Später verkaufte die Yang-Familie ihr Familienunternehmen an den Hongkonger Unternehmer Tse Sui-Bong (謝兆邦 / 谢兆邦,  Xiè Zhàobāng, Jyutping Ze6 Siu6bong1), einem Arzneimittelfachmann, der das Unternehmen Nin Jiom Medicine Manufactory gründete. 2014 hatte das Unternehmen einen Umsatz von 350 Millionen HK$.

## Name
Der Sirup ist auch als King-to Nin Jiom Pei Pa Koa (chinesisch 京都念慈菴川貝枇杷 / 京都念慈庵川贝枇杷膏, Pinyin Jīngdū Niàncí'ān Chuānbèi Pípágāo, kantonesisch Gīng-dōu Nihm-chìh-ām Chyūn-bui Pèih-pàh-gōu) oder als Nin Jiom Pei Pa Koa bekannt. Der Namensbestandteil „King-to“ (京都,  jīngdū) bedeutet Hauptstadt, was für Peking steht, und „Nin Jiom“ (念慈庵,  niàn cí'ān) bedeutet „zum Gedenken der Mutter“ und ist auch der Unternehmensname.

## Wirkung
Die Ergebnisse einer Studie der China Academy of Traditional Chinese Medicine wurde 1994 in einem Artikel mit dem Titel Pharmacological studies of nin jion pei pa koa veröffentlicht. Es hieß, dass Pei Pa Kao sehr wirksam gegen Husten, Sputum und Asthma in vivo und in vitro sei.

## Zutaten
Pei Pa Koa besteht aus Kräutern wie unter anderen der Fritillariazwiebel (川貝 / 川貝,  chuānbèi – „Bulbus der Fritillaria cirrhosa“), dem Loquatblatt (枇杷葉 / 枇杷叶,  pípáyè), der Ballonblume und dem Huflattich zusammen mit Minze und Honig für einen besseren und angenehmeren Geschmack. Zusätzlich gibt es eine spezielle Rezeptur mit der besonderen Wirkung des Ginseng.